# De marathon (boek)
De marathon (originele titel The Long Walk) is een in juli 1979 verschenen thriller van de Amerikaanse schrijver Stephen King, oorspronkelijk gepubliceerd onder diens pseudoniem Richard Bachman.
De marathon beschrijft een helse duurloop door de ogen van een deelnemer, Ray Garraty. De duurloop start aan de Canadese grens en gaat zuidwaarts door Maine naar Augusta, en daarna via de US 1 zo ver zuidwaarts als de deelnemers kunnen volhouden. De marathon speelt zich af in een totalitaire versie van de Verenigde Staten en wordt georganiseerd door de mysterieuze majoor.

## De marathon
De marathon die centraal staat in het boek wordt jaarlijks gehouden. De loop is alleen voor tienerjongens, en er mogen maximaal honderd mensen meedoen. Belangstelling voor deelname is groot: de honderd deelnemers zijn geselecteerd uit een miljoen tienerjongens. 
De regels zijn simpel: volg de aangegeven route en hou zo lang mogelijk een tempo van 4 mijl per uur aan. Wie onder de minimumsnelheid zakt of een andere regel overtreedt (bijvoorbeeld lichamelijk geweld tegen een andere deelnemer of het publiek lastigvallen, of van de route afwijken) krijgt een waarschuwing. Als de deelnemer drie waarschuwingen heeft gekregen en opnieuw een overtreding begaat, 'heeft hij het gehad' en zit de marathon er voor hem op. De term 'het gehad hebben' ('buying a ticket') wordt aanvankelijk vaag gehouden, maar uiteindelijk blijkt het te betekenen dat de afvallers worden doodgeschoten door de soldaten die de deelnemers voortdurend begeleiden en in de gaten houden vanaf een halfrupsvoertuig.
Waarschuwingen kunnen ook weer kwijtgeraakt worden, door een uur achter elkaar geen overtreding te begaan. Wie een ernstig vergrijp begaat, zoals proberen te ontsnappen of de soldaten aanvallen, wordt echter zonder waarschuwing direct doodgeschoten, en dit geldt ook voor eenieder uit het publiek die het politiekordon weet te doorbreken en zich op de looproute begeeft. Zo wordt een hond zonder pardon neergeschoten omdat hij de weg opliep.
Omdat met drie waarschuwingen ongeveer anderhalve minuut is gemoeid, maken deelnemers hier gebruik van door bijvoorbeeld zich te ontlasten of even te rusten. Er zijn namelijk absoluut geen rustpauzes, en ook 's nachts dient gewoon doorgelopen te worden. Wel zorgen de soldaten voor genoeg eten en water. Wie zijn veldfles heeft leeggedronken kan de soldaten om een nieuwe vragen, en iedere ochtend om 9 uur reiken de soldaten gordels met voedselconcentraten uit. Dit is overigens wel het enige eten dat de deelnemers krijgen: wie de gordel verliest heeft dus niets te eten. Wel is het toegestaan eigen voedsel mee te nemen, en mogen deelnemers elkaar helpen. Het publiek is het daarentegen niet toegestaan deelnemers te helpen of hen voedsel of andere zaken te geven.
De marathon is pas afgelopen als -meestal na 4 à 5 dagen- er nog maar 1 deelnemer over is. Hij ontvangt dan de Grote Prijs, waarvan de inhoud niet expliciet genoemd wordt. Waarschijnlijk houdt de Grote Prijs in dat de overheid iedere wens de rest van je leven zal vervullen. Maar zelfs voor de winnaar duurt de rest van zijn leven meestal niet lang door de enorme aanslag op de gezondheid. Door de dagen en nachten non-stop lopen, gepaard aan het besef dat hun eigen dood vlakbij is, raken de deelnemers lichamelijk volledig uitgeput. Slechts zelden komt de marathon verder dan Maine, een enkele keer bereikt men New Hampshire of Massachusetts. Sommige deelnemers worden krankzinnig, anderen lopen longontsteking of een andere ziekte op, weer anderen geven het spontaan op of proberen te ontsnappen. Soms vallen mensen spontaan dood neer.
Er is altijd veel publiek aanwezig, dat vreemd genoeg vooral interesse toont in het afvallen en de dood van deelnemers. Meisjes willen zoenen of zelfs vrijen met de (ten dode opgeschreven) deelnemers, mensen verzamelen voorwerpen die door deelnemers zijn achtergelaten, zelfs hun poep. Er wordt door deelnemers opgemerkt dat dit gedrag aan necrofilie grenst. Alleen bij de start mag geen publiek zijn omdat dit de lopers zou afleiden.  
De marathon lijkt gebaseerd te zijn op een 'brood en spelen'-concept.

## Plot
Garraty, een jongen van 16, wordt door zijn moeder naar de start gebracht. Hij leert een aantal andere deelnemers kennen waaronder McVries, Olson, Abraham, Barkovitch, Baker, Stebbins en Scramm. Met een aantal raakt hij min of meer bevriend, en ze trekken grotendeels samen op tijdens de marathon.
De marathon start, en de eerste ochtend lijkt een gewoon wandelingetje op een lentedag. Al snel blijkt dat dit dodelijke ernst is: een deelnemer, Curley, krijgt kramp, kan niet meer verder en wordt doodgeschoten na drie waarschuwingen. Ewing is de volgende: wegens blaren kan hij het minimumtempo niet meer volhouden. Een andere jongen, Travin, wordt doodgeschoten wanneer hij zich tracht te ontlasten wegens een aanval van diarree. En een onbekende jongen wordt doodgeschoten omdat hij voor de vierde keer binnen een uur te langzaam liep. In een constant tempo zullen vanaf dat moment de deelnemers afvallen.
Garraty raakt het best bevriend met McVries, die meedoet als een vorm van zelfmoord omdat zijn leven feitelijk mislukt is. Een andere belangrijke persoon is de mysterieuze Stebbins, een jongen die ontzettend veel van de marathon afweet, maar verder weinig over zichzelf loslaat.
Barkovitch blijkt een ontzettend onsympathieke jongen te zijn. Zo maakt hij Ewing belachelijk en noemt hem een nikker. De eerste avond provoceert hij een andere deelnemer, Rank, die hierop naar Barkovitch uithaalt, valt en drie waarschuwingen krijgt en wordt doodgeschoten. McVries noemt hem vanaf dat moment "moordenaar".
De tweede dag overlijdt een zekere Gribble na een poging met een meisje in het publiek te vrijen. Hij raakt haar borsten aan en zoent haar, maar ontvangt zijn drie waarschuwingen en moet weer doorlopen. Hij heeft hierdoor last van blauwe ballen waardoor hij de groep niet meer bijhoudt en wordt doodgeschoten.
Scramm is een forse stoere jongen en bij het publiek de gedoodverfde winnaar van de marathon. Hij blijkt getrouwd te zijn en zijn vrouw is zwanger. Hij loopt echter longontsteking op en tegen de derde avond ziet het ernaar uit dat hij het niet lang meer zal volhouden. De andere deelnemers spreken af dat de winnaar iets voor Scramms vrouw zal doen. Garraty krijgt zelfs Barkovitch zo ver, en in een gesprek blijkt dat Barkovitch meedoet omdat hij door zijn gedrag nooit vrienden heeft gehad. Scramm en een Indiaanse jongen, Mike, gaan samen op de weg zitten en worden samen doodgeschoten.
Barkovitch vervalt ondanks deze nobelheid weer in zijn oude gewoonten. Bij elke afgevallen deelnemer krijst hij dat hij er nog is en dat hij op hun graf zal dansen. Garraty beseft dat Barkovitch krankzinnig aan het worden is. Uiteindelijk snijdt hij zijn eigen keel open.
De stoet bereikt de steden in Zuid-Maine, nu met nog minder dan veertig deelnemers. Olson, zo stoer aan het begin van de marathon, raakt in een soort catatone toestand, laat zijn ontlasting lopen, loopt het publiek in en wordt doodgeschoten. De volgende ochtend, de vierde dag, passeert de stoet Freeport, Garraty's woonplaats. Garraty ziet kans zijn vriendin aan te raken en te zeggen dat hij van haar houdt, maar McVries sleept hem mee en waarschuwt hem dat hij anders doodgeschoten kan worden voor de ogen van zijn vriendin en zijn moeder.
Parker, een jongen uit Illinois die voortdurend loopt te schelden op Maine en Garraty een "boerenkinkel" noemt, weet een soldaat te besluipen en zijn karabijn af te pakken. Hij probeert het rupsvoertuig te kapen en slaagt erin een soldaat te doden, maar wordt zelf neergeschoten.
Met nog maar negen deelnemers breekt de vijfde dag aan, en de marathon is al in New Hampshire. De een na de ander valt af, tot uiteindelijk McVries, Baker, Stebbins en Garraty overblijven. Baker begint hevig te bloeden, blijft achter en wordt neergeschoten, McVries gaat wanneer zijn lichaam het opgeeft op de weg zitten en wacht geduldig tot de soldaten hem uit zijn lijden komen verlossen. Stebbins en Garraty blijven over, en Stebbins onthult dat hij een onecht kind van de majoor is. Stebbins zou de Grote Prijs hebben gebruikt om de majoor te dwingen hem als kind te accepteren en in huis op te nemen. Maar de majoor weet best wie hij is en heeft hem veranderd in een 'klein grijs konijn' dat de overige deelnemers moet provoceren tot nog grotere prestaties. En dat is gelukt want dit jaar zijn ze verder gekomen dan ooit.
Ten slotte concludeert Garraty dat hij Stebbins niet kan verslaan, aangezien deze nog vrijwel geen enkel teken van zwakte heeft vertoond. Als hij Stebbins aangrijpt om te zeggen dat hij het opgeeft valt deze spontaan dood neer en wordt Garraty tot winnaar uitgeroepen. Hij denkt dat de marathon nog steeds verdergaat en ziet, zich niet bewust van de feestelijkheden om hem heen, een donkere gedaante en probeert te rennen...
In zekere zin is het einde een open einde. Sommige fans suggereren dat de donkere gedaante wellicht Randall Flagg is. Anderen suggereren dat Garraty zelf op het punt staat krankzinnig te worden of te overlijden. Een andere mogelijkheid is dat hij slechts flauwvalt, of hallucinaties krijgt door de uitputting.

## Verfilming
De filmrechten op De Marathon waren lange tijd in handen van Frank Darabont. Voor september 2025 is de verfilming The Long Walk aangekondigd, geregisseerd door Francis Lawrence en geschreven door J.T. Mollner. In de film spelen Cooper Hoffman, David Jonsson, Garrett Wareing, Joshua Odjick en Tut Nyuot.